# Distretto di Moynaq
Il distretto di Moynaq è uno dei 14 distretti della Repubblica autonoma del Karakalpakstan, in Uzbekistan. Il capoluogo è Moynaq.